# گابریلا هموری
گابریلا هَموری (مجاری: Gabriella Hámori؛ زادهٔ ۱ نوامبر ۱۹۷۸) بازیگر اهل مجارستان است.
از فیلم‌ها یا برنامه‌های تلویزیونی که وی در آن نقش داشته‌است، می‌توان به آزمون و آفتاب‌پرست اشاره کرد.